# Сульс-О-Рен (кантон)
Сульс-О-Рен, Сульц-О-Рен (фр. Soultz-Haut-Rhin) — упразднённый кантон во Франции, в департаменте Верхний Рейн в регионе Эльзас в округе Гебвиллер.

## История
Кантон был основан 4 марта 1790 года в ходе учреждения департаментов как часть тогдашнего «района Кольмар». С созданием округов 17 февраля 1800 года кантон был по-новому переподчинён как часть округа Кольмар.
В составе Германской империи с 1871 по 1919 год не было разбивки на кантоны и не существовало «округа Гебвиллер», а была единая имперская провинция Эльзас-Лотарингия без разбиений на города и общины.
С 28 июня 1919 года кантон Сульс-О-Рен снова стал частью округа Гебвиллер.
До реформы 2015 года в состав кантона административно входили 8 коммун. По закону от 17 мая 2013 и декрету от 21 февраля 2014 года количество кантонов в департаменте Верхний Рейн уменьшилось с 31 до 17. Новое территориальное деление департаментов на кантоны вступило в силу во время выборов 2015 года. После реформы кантон был упразднён.

## Географическое положение
Кантон граничит на севере с кантонами Гебвиллер и Руффак округа Гебвиллер, на востоке с кантоном Энсисем округа Гебвиллер, на юге с кантоном Серне округа Тан и на западе с кантонами Тан и Сент-Амарен округа Тан.

## Состав кантона
До реформы 2015 года кантон включал в себя 11 коммун:
| Код INSEE | Коммуна       | Французское название | Площадь, км² | Население, чел. (2012) |
| --------- | ------------- | -------------------- | ------------ | ---------------------- |
| 68032     | Бервиллер     | Berrwiller           | 7,66         | 1174                   |
| 68043     | Больвиллер    | Bollwiller           | 8,63         | 3695                   |
| 68088     | Фельдкирш     | Feldkirch            | 4,21         | 934                    |
| 68122     | Артмансвиллер | Hartmannswiller      | 4,78         | 655                    |
| 68156     | Иссенайм      | Issenheim            | 8,18         | 3485                   |
| 68159     | Жюнольц       | Jungholtz            | 4,0          | 913                    |
| 68203     | Мерксайм      | Merxheim             | 9,1          | 1287                   |
| 68260     | Редерсайм     | Raedersheim          | 5,69         | 1150                   |
| 68315     | Сульс-О-Рен   | Soultz-Haut-Rhin     | 29,56        | 7210                   |
| 68343     | Юнгерсайм     | Ungersheim           | 13,51        | 2062                   |
| 68381     | Вюнайм        | Wuenheim             | 6,17         | 783                    |

## Консулы кантона
| Период    | Консул               | Должность                           |
| --------- | -------------------- | ----------------------------------- |
| 1945—1958 | Joseph Hérissé       |                                     |
| 1958—1964 | Henri Rouby          |                                     |
| 1964—1988 | Henri Goetschy       |                                     |
| 1988—1994 | Thomas Birgaentzlé   | Мэр коммуны Сульс-О-Рен (1989—2014) |
| 1994—2013 | Étienne Bannwarth    |                                     |
| 2013—2015 | Odile Bocquet-Hunold |                                     |